# Daixina
Daixina es un género de foraminífero bentónico de la subfamilia Pseudoschwagerinae, de la familia Schwagerinidae, de la superfamilia Fusulinoidea, del suborden Fusulinina y del orden Fusulinida. Su especie tipo es Daixina ruzhencevi. Su rango cronoestratigráfico abarca desde el Stephaniense (Carbonífero superior) hasta el Sakmariense (Pérmico inferior).

## Discusión
Clasificaciones más recientes incluyen Daixina en la superfamilia Schwagerinoidea, y en la subclase Fusulinana de la clase Fusulinata. Otras clasificaciones lo han incluido en la Subfamilia Triticitinae de la Familia Triticitidae.

## Clasificación
Se han descrito numerosas especies de Daixina. Entre las especies más interesantes o más conocidas destacan:
- Daixina aquilonae †
- Daixina gallowayi †
- Daixina krushiensis †
- Daixina postgallowayi †
- Daixina robusta †
- Daixina ruzhencevi †
- Daixina samarensis †
- Daixina sokensis †
- Daixina vozhgalensis †

Un listado completo de las especies descritas en el género Daixina puede verse en el siguiente anexo.
En Daixina se han considerado los siguientes subgéneros:
- Daixina (Bosbytauella), también considerado como género Bosbytauella
- Daixina (Ultradaixina), también considerado como género Ultradaixina, pero considerado nomen nudum